# Palacio de los López
A Palacio de los López (spanyol nevének jelentése: a López család/Lópezék palotája) Paraguay fővárosának, Asunciónnak az egyik emblematikus műemléke. Ma a köztársasági elnöki hivatal palotája.

## Története
Azt a területet, ahol ma a palota áll, Lázaro Rojas adta keresztelői ajándékba keresztfiának, Francisco Solano Lópeznek, a későbbi elnöknek. Ő volt az, akinek a kezdeményezésére az építkezés megkezdődött, még apja, Carlos Antonio López elnöksége idején. Az építés kezdési évszámáról különbözőképpen vélekednek a források: van, amelyik 1857-et, van, amelyik 1861-et ír. A palota terveit a budapesti születésű Wisner Ferenc készítette, a munkálatokat Alonso Taylor vezette, akinek fő asszisztense Alejandro Ravizza volt. Az épületszobrászati munkákat Owen Mognihan végezte, a központi márványlépcsőt az olasz Andrés Antonini tervezte, a mennyezeti festményeket Julio Mornet és Aurelio García készítette. Az építkezés során a betonhoz az emboscadai és az altosi kőbányákból származó köveket használtak fel, a faanyag Yaguarónból és Ñeembucúból érkezett, a téglák Tacumbúból, a kovácsoltvas elemek pedig Ybycuíből. A Franciaországból hozott bútorok, tükrök,
szőnyegek és bársonyfüggönyök európaias hangulatot kölcsönöztek az épületbelsőnek.
Az építkezés a paraguayi háború alatt is folytatódott, és 1867-re már majdnem el is készült, azonban 1869-ben egy brazil hajókról elkövetett bombázás következtében sérüléseket szenvedett, többek között a központi, magasabb rész egyik tornyocskáján. A palotát a megszálló csapatok katonai célokra használták, folyosóin lovakat tartottak, a berendezést pedig kifosztották és Brazíliába hurcolták. Az épület a brazilok 1876-os kivonulása után egészen 1890-ig elhagyatott maradt, ekkor azonban folytatódtak a munkálatok. Ünnepélyes felavatására Juan Gualberto González elnöksége idején, 1892. október 12-én, Amerika felfedezésének 400. évfordulóján került sor. 1894. november 25-től kormányzati székhelyként működött. A palotát körbevevő magas vasrácsozatot az 1920-as években távolították el. Az 1940-es évekig elnöki rezidenciaként használták, ma az elnöki hivatal működik itt, amely 1949-ben az emeletről a földszintre költözött, mivel Felipe Molas López elnöknek nehezére esett felmenni a lépcsőn.

## Képek

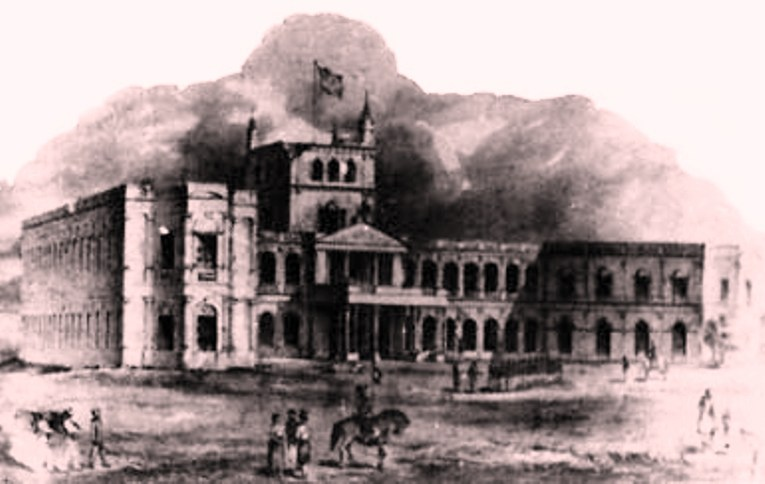
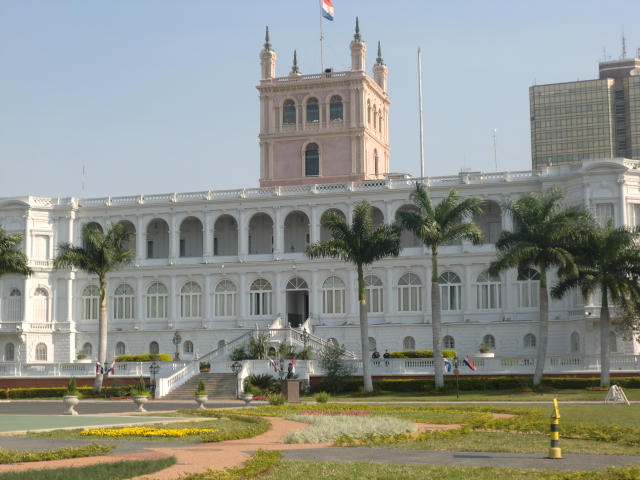
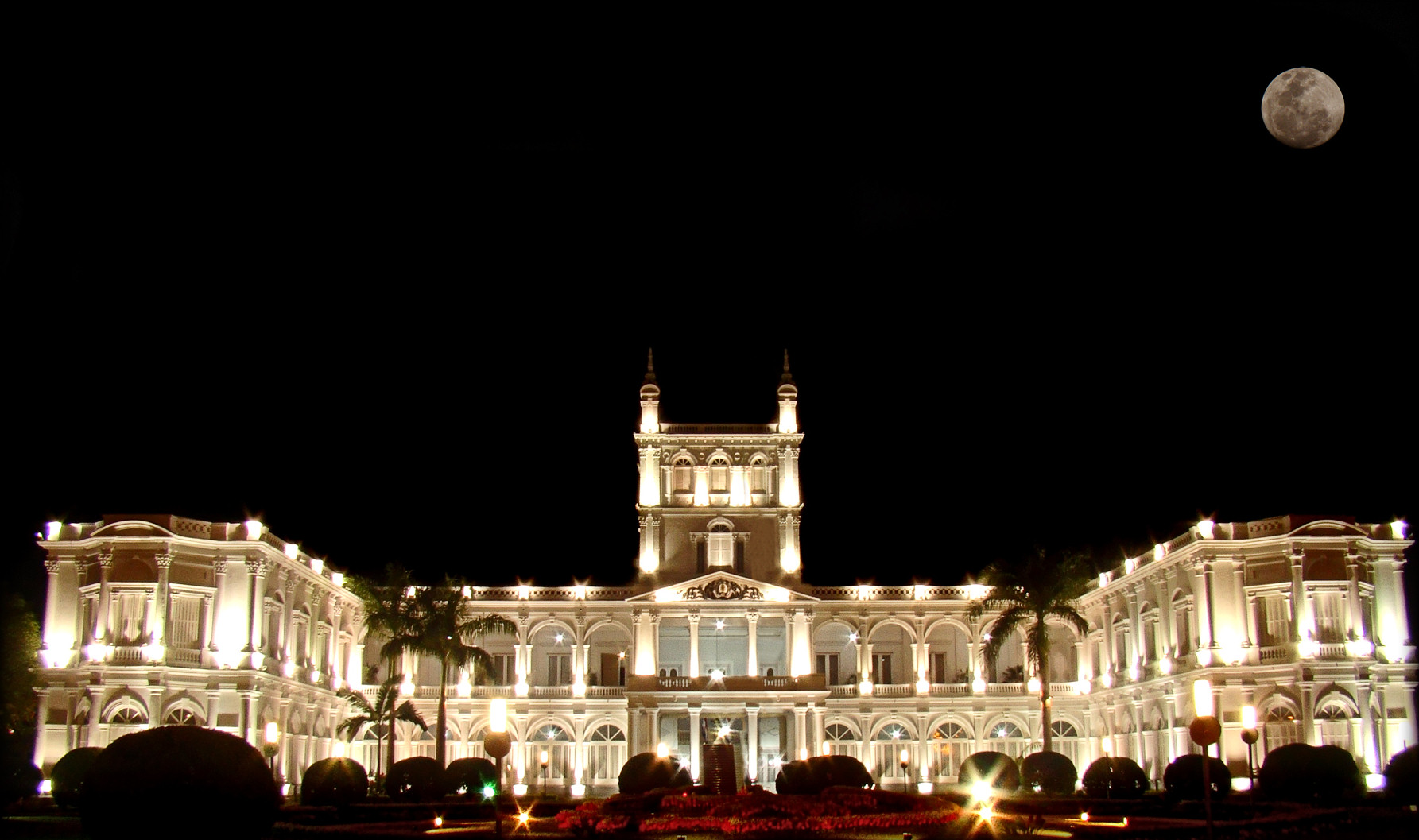
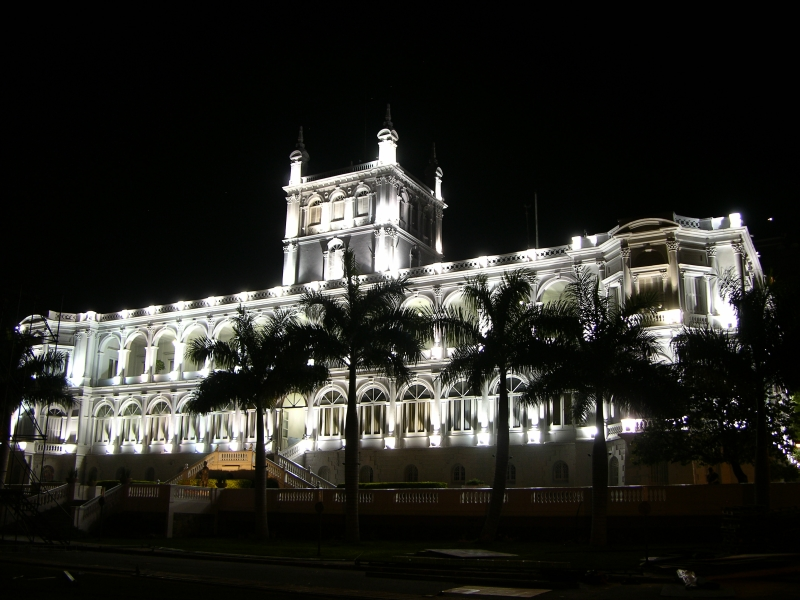